# Phachara Khongwatmai
Phachara Khongwatmai, thailändska: พชร คงวัดใหม่, född 3 maj 1999 i Songkhla, är en thailändsk professionell golfspelare som spelar för Liv Golf. Han har tidigare spelat bland annat på PGA European Tour och Asian Tour.
Khongwatmai har vunnit en Asien-vinst. Han har också deltagit i två majortävlingar och det var vid 2016 och 2017 års The Open Championship men båda gånger kunde han inte klara kvalgränserna för fortsatt tävlande. Khongwatmais bästa resultat i Liv Golf Invitational Series 2022 har varit en 15:e plats vid Liv Golf Invitational Bedminster och där han erhöll 293 333 amerikanska dollar i prispengar. Han var också en del av Crushers GC, tillsammans med Richard Bland, Travis Smyth och Peter Uihlein, och som slutade som tvåa i lagtävlingen för Liv Golf Invitational London. De fick 375 000 dollar vardera i prispengar för den bedriften utöver de prispengar som de hade fått för den individuella tävlingen.